# Philippe Alain Mbarga

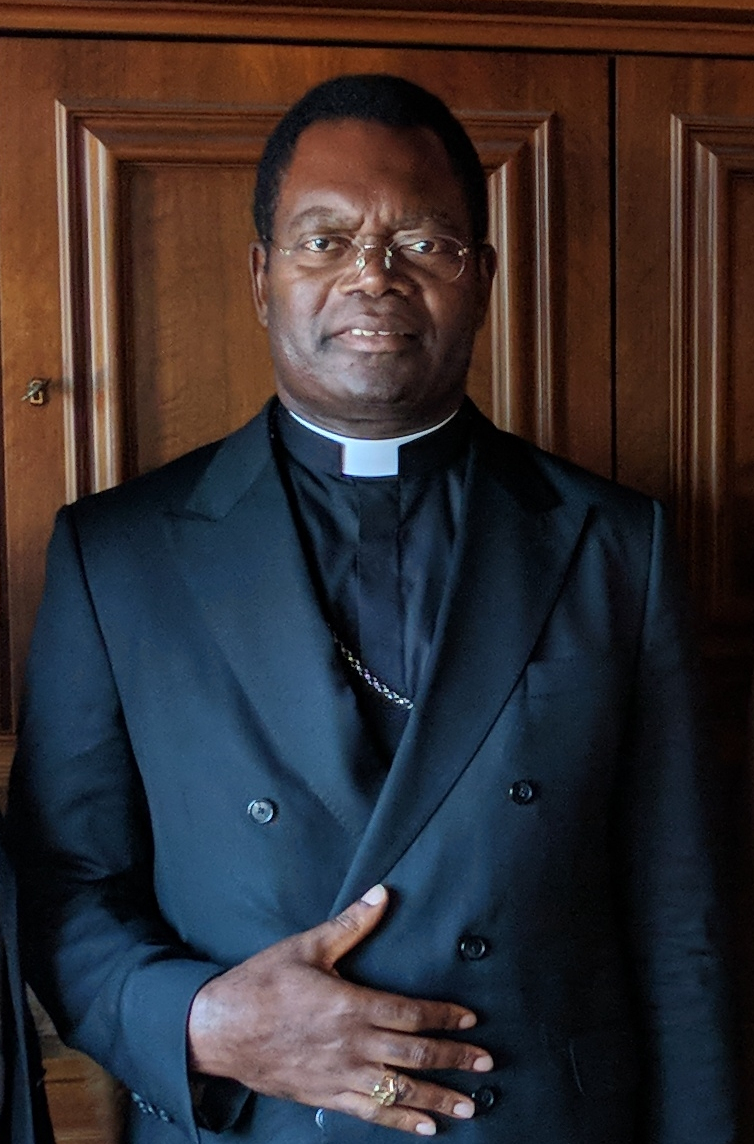
Philippe Alain Mbarga, 2018

Philippe Alain Mbarga (* 28. Januar 1968 in Obout, Kamerun) ist ein kamerunischer Geistlicher und römisch-katholischer Bischof von Ebolowa.

## Leben
Philippe Alain Mbarga empfing am 10. Dezember 1994 das Sakrament der Priesterweihe für das Bistum Mbalmayo.
Am 22. Oktober 2016 ernannte ihn Papst Franziskus zum Bischof von Ebolowa. Die Bischofsweihe spendete ihm der Apostolische Nuntius in Kamerun, Erzbischof Piero Pioppo, am 8. Dezember desselben Jahres. Mitkonsekratoren waren der Bischof von Mbalmayo, Adalbert Ndzana, und der Erzbischof von Bamberg, Ludwig Schick.
Bischof Mbarga ist Protektor des CV-Afrika-Hilfe e.V.